# Det russiske alfabet
|  | Denne artikel er oprettet af botten Steenthbot ud fra en ekstern database. Den kan derfor have sproglige fejl eller mangler. Denne skabelon kan fjernes efter kontrol af indholdet. |

Det russiske alfabet er en dansk eksperimentalfilm fra 1990 instrueret af Bjarne Müller Nielsen.

## Handling
Det russiske alfabet for alle på en let og sjov måde. For hvert tegn ser man en tegnefilm, et portræt af en udvalgt russer, der udtaler tegnet, samt en videooptagelse, som illustrerer et ord, der starter med det pågældende tegn.